# Директна акција
Директна акција је термин за економско и политичко понашање у којем учесници користе агенсност  — на пример економску или физичку моћ — да би постигли своје циљеве. Циљ директне акције је или да се опструира одређена пракса (као што су закони или акције владе) или да се реше уочени проблеми (као што је друштвена неједнакост).
Директна акција може укључивати активности, често ненасилне, али могуће насилне, усмерене на људе, групе, институције, радње или имовину коју њени учесници сматрају неприхватљивим. Ненасилна директна акција може укључивати грађанску непослушност, седење, штрајкове и контраекономију. Насилна директна акција може укључивати политичко насиље, напад, подметање пожара, саботажу и уништавање имовине.

## Терминологија и дефиниција
Није познато када се први пут појавио термин директна акција. Шпански филозоф Хосе Ортега и Гасет је написао да је термин и концепт директне акције настао у Fin de siècle Француској. Синдикат индустријских радника света први пут је поменуо термин „директна акција“ у публикацији о штрајку у Чикагу 1910. године. Америчка анархисткиња Волтерин де Клејр написала је есеј „Директна акција“ 1912. године, нудећи историјске примере као што су Бостонска чајанка и амерички покрет против ропства, написавши да је „директна акција одувек коришћена и да има историјску санкцију људи који је сада осуђују“.
У својој књизи Директна акција из 1920. године, Вилијам Мелор је директну акцију категорисао са борбом између радника и послодавца за економску контролу. Мелор је дефинисао „као коришћење неког облика економске моћи за обезбеђивање циљева које желе они који поседују ту моћ“. Сматрао га је оруђем и власника и радника, па је из тог разлога укључивао локауте и картеле, као и штрајкове и саботаже.

## Историја
Антиглобалистички активисти приморали су министарску конференцију СТО у Сијетлу 1999. да се превремено заврши тактиком директне акције и префигуративном политиком.
28. априла 2009. активисти Гринписа, укључујући Фила Радфорда, попели су се на кран преко пута Стејт департмента, позивајући светске лидере да се позабаве климатским променама. Убрзо након тога, бацили су транспарент са планине Рашмор, стављајући лице председника Обаме поред других историјских председника. На транспаренту је писало: "Историја одаје почаст лидерима. Зауставите глобално загревање."
Активисти за људска права су користили директну акцију у кампањи за затварање Школе Америке (СОА). 245 демонстраната SOA Watch заједно су провели скоро 100 година у затвору, а више од 50 људи је одслужило условну казну.
У Сједињеним Државама, директна акција се све више користи за супротстављање индустрији фосилних горива, пројектима бушења нафте, цевовода и гасних електрана.
Директна акција је предузета у фабрикама оружја у Сједињеним Државама и Уједињеном Краљевству које су снабдевале оружјем Израел током израелског напада на Газу.

## Практичари
Анархисти се организују скоро искључиво кроз директну акцију, коју користе због одбацивања партијске политике и одбијања да раде у оквиру хијерархијских бирократских институција.

## Тактике
Демонстранти директне акције могу обављати путем:
- блокада телом
- везање рукама
- закључавање[17]
- протести у тунелу[18]
- седење на дрвећу[19]
- окупација
- седење
- штрајк
- радничко самоуправљање
- уличне блокаде
- хактивизам
- контраекономија
- одбијање плаћања пореза

Неки демонстранти се облаче у црни блок, носе црну одећу и покривају лица како би прикрили свој идентитет. Демонстранти Ende Gelände-а носе одговарајућа бела одела.
Једна од тактика Greenpeace-а је постављање транспарента на дрвеће или на симболична места попут канцеларија, статуа, нуклеарних електрана.
Демонстранти директном акцијом могу такође уништити имовину кроз радње као што су вандализам, крађа, провала и улазак, саботажа, шишање дрвећа, палеж, бомбардовањем, екотажом или еко-тероризмом.
Практичне шале се такође могу сматрати обликом директне акције. Примери подвала са директним деловањем укључују употребу бомби које смрде и фарбе. Демонстранти често гађају своје мете питама. The Yes Men практикују ненасилну директну акцију кроз практичне шале.
Неке групе за директну акцију формирају правне тимове, бавећи се интеракцијом са органима за спровођење закона, судијама и судовима.

## Ефективност
Док је радикални активизам био ефикасан као део покрета за грађанска права, насилна саботажа животне средине (ФВЕС) може имати „негативан утицај на ставове бирача према свим еколошким организацијама“, иако је тај ефекат зависан од претходних резултата организација.
У анкетама спроведеним у Уједињеном Краљевству, две трећине испитаника подржало је ненасилну директну акцију заштите животне средине, док је сличан проценат сматрао да нарушавање уметности или јавних споменика треба да буде криминализовано.
Питање укључивања у радикалне протесте познато је као „активистичка дилема“: „активисти морају да бирају између умерених акција које се углавном игноришу и екстремнијих акција које успевају да привуку пажњу, али могу бити контрапродуктивне за своје циљеве јер теже да људи негативније мисле о демонстрантима.“